# Теорія транснаціоналізації
Теорія транснаціоналізації — це група теорій у сфері досліджень глобальної економіки, що пояснюють особливості виникнення та розвитку транснаціональних корпорацій (ТНК), а також закономірності здійснення цими корпораціями (компаніями) прямих іноземних інвестицій (ПІІ). Не дивлячись на значні прямі іноземні інвестиції й велику кількість ТНК, що здійснили їх на початку ХХ сторіччя, перші спеціальні концепції, що пояснюють феномен ТНК, з'явились лише в 1950-1960-х роках.
Розвиток теорій транснаціоналізації забезпечили декілька конкуруючих наукових шкіл. Найбільшу популярність отрималиː еклектична теорія ПІІ британського науковця Дж. Даннінґа, теорія використання ринкової влади для транснаціоналізації (школа С. Гаймера — Ч. Кіндлеберґера), теорія життєвого цикла товару (створена в рамках Гарвардського проекту багатонаціонального підприємства під керівництвом Р. Вернона), адаптована японським вченими К. Кодзіма та Т. Озава під аналіз ПІІ теорія «гусей, що летять», а також теорія інтернаціоналізації фірми Уппсальської школи (її ідей — шведський науковець Я. Югансон).
Усі названі теорії спираються головним чином на емпіричний матеріал ТНК розвинених країн. Однак тепер транснаціоналізація охопила багато країн з економіками, що розвиваються. По-суті, посилюється тенденція до формування поліцентричного економічного порядку, у якому більшу роль починають відігравати транснаціональні корпорації постсоціалістичних країн і країн з економіками, що розвиваються. Ці компанії специфічні тим, які здійснюють прямі іноземні інвестиції, яка часто відрізняється від особливостей ПІІ зі Сполучених Штатів і Західної Європи. Відповідно, основні зусилля сучасних спеціалістів у сфері теорій транснаціоналізації зосереджені у сфері адекватного врахування реалій нових учасників транснаціоналізації.